# Quitte ou double (film, 1950)
Pour plus de détails, voir Fiche technique et Distribution.
Quitte ou double (en VO : The Ducksters) est un court métrage d'animation américain de la série Looney Tunes mettant en scène Daffy Duck et Porky Pig, réalisé par Chuck Jones et produit par la Warner Bros. Cartoons, sorti en 1950. En 1997, le cartoon est redoublé en français et est renommé Questions pour un cochon, un jeu de mots avec celui de Questions pour un champion.

## Synopsis
Porky est invité à un jeu télévisé nommé La vérité ou AAAAHHHHH !!! sponsorisé par la blanchisserie patte d'aigle et dont l'animateur est Daffy. 
Ce dernier, par son sadisme, s'amusera à torturer le cochon s'il ne répond pas à temps ou bon à une question. Il ira même jusqu'à fusiller une personne du public ayant fait un commentaire. Lorsque Daffy demande à Porky "qui est Miss Sush", et que ce dernier se fait battre par une femelle gorille qui s'avère être cette Miss Sush.
Au bord de la crise de nerf, Porky téléphone au directeur de la Acme Corporation pour lui demander de racheter l'émission avec l'argent que lui a offert le canard pour l'inciter à rester (26 millions de dollars et 3 cents). Lorsque c'est fait, Porky devenu le patron de Daffy, se venge sur ce dernier en lui faisant subir toutes les tortures de l'émission.